# Tanzanie aux Jeux olympiques d'été de 2016
La Tanzanie participe aux Jeux olympiques d'été de 2016 à Rio de Janeiro au Brésil du 5 août au 21 août. Il s'agit de sa 13e participation à des Jeux d'été.

## Athlétisme

### Homme

#### Course
| Athlètes          | Compétitions | Série | Série | Demi-finales | Demi-finales | Finale          | Finale |
| Athlètes          | Compétitions | Temps | Rang  | Temps        | Rang         | Temps           | Rang   |
| ----------------- | ------------ | ----- | ----- | ------------ | ------------ | --------------- | ------ |
| Alphonce Simbu    | Marathon     | NC    | NC    | NC           | NC           | 2 h 11 min 15 s | 5e     |
| Saidi Juma Makula | Marathon     | NC    | NC    | NC           | NC           | 2 h 17 min 49 s | 43e    |
| Fabiano Joseph    | Marathon     | NC    | NC    | NC           | NC           | 2 h 28 min 31 s | 112e   |

### Femme

#### Course
| Athlètes       | Compétitions | Série | Série | Demi-Finales | Demi-Finales | Finale          | Finale |
| Athlètes       | Compétitions | Temps | Rang  | Temps        | Rang         | Temps           | Rang   |
| -------------- | ------------ | ----- | ----- | ------------ | ------------ | --------------- | ------ |
| Sara Ramadhani | Marathon     | NC    | NC    | NC           | NC           | 3 h 00 min 03 s | 121e   |